# Autochloris aroa
Autochloris aroa là một loài bướm đêm thuộc phân họ Arctiinae, họ Erebidae.